# Elvis in Las Vegas
Elvis in Las Vegas ist eine Dokumentation von Hannes Rossacher, produziert von der Studio.TV.Film, die am 15. Oktober 2010 auf arte ausgestrahlt wurde.

## Handlung
Der Regisseur und Elvis-Kenner Hannes Rossacher begleitet nicht nur den Cirque du Soleil mit dessen Show ‚Viva Elvis‘, sondern erkundet auch neue Aspekte des Elvis-Universums. Rossacher erzählt, wie eng die Geschichte von Elvis Presley mit der von Las Vegas verknüpft ist. Eine Schockwelle ergreift die Stadt, als Presley am 16. August 1977 stirbt. Nachdem der ‚King‘ 1969 in Las Vegas angekommen war, hält er sieben Jahre lang sein Publikum auf Trab. Mit 873 Shows vor 2,5 Millionen Zuschauern wird er zu der Legende, die auch die inoffizielle Hymne der Stadt Viva Las Vegas, schreibt. Er prägt Las Vegas wie kein zweiter Künstler mit seinem glamourösen Stil. Nach seiner letzten Show im Dezember 1976 scheint sich Elvis erstmal nur erholen zu wollen, doch ein paar Monate später ist er tot. Ein heftiges Gewitter geht über der Vergnügungsmetropole nieder und die Fahnen auf den Hotels hängen auf halbmast. Las Vegas wird Elvis nie vergessen, erzählt Rossacher in seinem Dokumentarfilm.
Auch der Cirque du Soleil setzt dem King mit der Show ‚Viva Elvis‘ ein artistisches Denkmal, aus dem der Film exklusive Ausschnitte zeigt. Neben den akrobatischen Showeinlagen bietet der Zirkus in seiner Elvis Presley-Hommage eine Mischung aus Live-Musik, Tanz und Licht- bzw. Multimedia-Acts.

## Hintergrund
‚Elvis in Las Vegas‘ lief im Rahmen des Themenabends, den arte anlässlich des Todestages von Elvis Presley in der Reihe ‚Summer of the 60s‘ im Jahr 2010 zeigte.